# Philhygra palustris
Philhygra palustris är en skalbaggsart som först beskrevs av Ernst Hellmuth von Kiesenwetter 1844.  Philhygra palustris ingår i släktet Philhygra och familjen kortvingar. Arten är reproducerande i Sverige. Inga underarter finns listade i Catalogue of Life.